# Линьи (княжество)
Линьи или Ламап (кит. трад. 林邑, вьет. Lâm Ấp) — тямское государство, существовавшее c 192 года по VII век на территории современного центрального Вьетнама. Точная локализация Линьи не установлена.

## История
История тямского государства Линьи известна, в первую очередь, благодаря китайским и вьетским источникам (причём вьетские источники основываются на китайских). Само название Линьи — китайское, во вьетских источниках это государство известно как Ламап. Население Линьи составляли, в основном, тямы и, возможно, другие австронезийцы. Столицей Линьи был город Симхапура.
Согласно Шуй Цзин-чжу, государство Линьи было основано в 192 году неким Цюй Куем, мятежным сыном китайского чиновника уезда Сянлинь (вьет. Тыонглам). Как гласит источник, Цюй Куй напал на уездный центр, убил начальника уезда и сам провозгласил себя правителем.
В VI—VII веках княжество потерпело ряд военных неудач, что привело к потере независимости. В 605 году Линьи подверглось нашествию армии китайской империи Суй, которая захватила и разграбила его столицу. В 620 году княжество Линьи признало себя вассалом Танского Китая, куда неоднократно отправлялись посольства с данью. 
С 757 года в китайских источниках название Линьи больше не упоминается, ему на смену приходит название Хуаньван.

## Культура Линьи

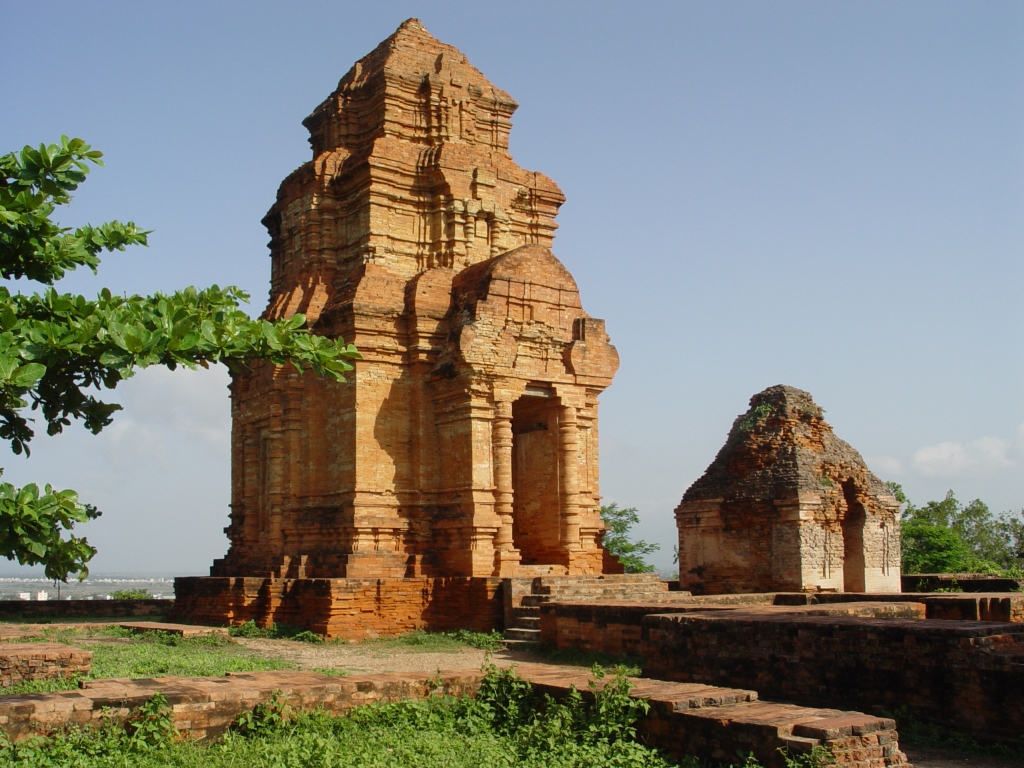
Старейшие постройки Тямпы — «Тямские башни» периода Линьи у города Фантхьет